# Teaching Feeling -傷肌少女との生活-
『Teaching Feeling -傷肌少女との生活-』（ティーチングフィーリング きずはだしょうじょとのせいかつ）は、同人サークルのFreakilyCharming（フリーキリーチャーミング）が日本で2015年10月27日に頒布を開始したアダルトゲーム。ジャンルは「奴隷純愛シミュレーション」。

## 概要
FreakilyCharmingは在米日本人のRay-Kbysが主宰する個人サークルで、本作の開発に当たっては原画・シナリオ・スクリプト作業まで一切をRay-Kbysが1人で行っている。同サークルのゲームタイトルとしては2014年発表で単眼のヒロインとの恋愛を題材にしたノベルゲーム『ひと目惚れ』以来2作目となる。本人のプロフィールによれば、アメリカ合衆国在住ながら「英語はあんまりしゃべれません」とのことで、公式には日本語版のみが提供されている。
2016年3月には、クリアブルーコミュニケーションズから本作のヒロイン・シルヴィの抱き枕カバーとブランケットが発売された。
リリース当社の表題は『奴隷との生活 -Teaching Feeling-』であったが、2023年1月12日公開のVer4.0より改題された。

### ゲームシステム
序盤は主人公を警戒している奴隷の少女・シルヴィの頭を撫でたり、衣服を買い与えたり、外出に同伴させるなどの行動で好感度を上げて行き、好感度が一定以上になると性行為が行えるようになる。リリース当初の旧題から誤解される場合もあるが、本作は一部で報道されているような性的虐待を主題とする内容ではなく、シルヴィが前の主人から性的虐待を受けていたという設定もない（主人公との最初の性交に際し、明確に処女であると描写されている）。従って、プレイは全編を通して和姦であるが、性交の回数やプレイの内容によってはシルヴィの方から主人公に対して積極的に性交を要求して来るようになる場合がある。また、性的な関係を一切拒んで和気藹々とした日常を続けて行くという選択も可能である。
本作に明確なハッピーエンドは存在せず、バッドエンド（主にシルヴィの死亡）の条件を満たさなければそのままゲームを続けられる。頒布開始後も作成者自身の手で、頻繁にイベントなどを追加するアップデートが実施されている。DMM.R18では2017年10月28日より頒布開始2周年を記念して初期バージョン復刻版の「TeachingFeeling-Legacy」が公開された。

## 評価
本作は2015年10月27日にDLsite.com、10月29日にDMM.R18（現FANZA）へ登録された直後から口コミで人気を広げてDLsiteの2015年10月度ランキングで1位を獲得し、その勢いを持続したままDLsiteとDMMの年間ランキングでいずれも1位を獲得した。
KADOKAWA/アスキー・メディアワークス事業局『週刊アスキー』（電子版のみ発行）No.1053掲載の「全日本ギャルゲー研究所」では「今週のイチオシゲーム」として、本作の発売直後から口コミで販売数が急増していることを取り上げると共にコーナー担当者の「所長・ミナミダ」名義で以下のレビューを掲載している。
| 「 | 一般的に奴隷という存在が登場するギャルゲーは調教陵辱モノと相場が決まっていますが、本作はヒロインである奴隷のシルヴィちゃんと仲良くすることが主眼。（中略）多くの諸兄に父性を目覚めさせるほどの中毒性があります！ | 」 |

2016年1月にはDLsiteでの累計ダウンロード数が3万6000本を突破し、全登録タイトルを対象とする累計ランキングを12年ぶりに更新して歴代1位となった。同年2月、DLsiteとDMMの合計販売額が推計で1億円を突破したことが英語圏のニュースサイトで報じられる。
株式会社にゅーあきば・こむが運営するニュースサイト「うらあきば.じぇいぴ〜」がDLsite maniax登録タイトルを対象に選出する「ベスト・オブ・エロ同人2016」では、ADV・SLG部門において審査員の満場一致で部門賞に選出された。
2016年6月、DLsiteとDMMの合計販売本数が10万本を突破する。2016年の年間ランキングでもDMMの年間ランキングで同人ソフト部門の2年連続1位、DLsiteでは2位にランクインした。2017年11月、両サイトの合計販売本数が15万本を突破。2020年7月、両サイトの合計販売本数が20万本を突破した。

## ストーリー
町医者を営む主人公の元に、怪しげな中年の商人フェルムが現れる。彼は前の主人から苛烈な虐待を受けていた奴隷の少女シルヴィを引き取ってやってくれないかと頼みに来たのだ。シルヴィの全身に付けられた生々しい傷痕を見た主人公は身元引受を承諾し、2人で新しい生活を始めることになった。
最初は主人公さえも警戒して感情を表に出さなかったシルヴィだったが、主人公が前の主人のように暴力を振るうこともなく親身に接して行くと、困惑しつつも次第に心を開くようになり、感情表現が豊かになっていく。やがてシルヴィは主人公に「お礼がしたい」と言う。

## 登場人物
主人公
流行らない町医者を営んでいる。知り合いの商人から前の主人の死によって遺産分配の対象となったシルヴィを紹介され、身元を引き受ける。
シルヴィ
奴隷の少女。資産家である前の主人に奴隷として買われる前は孤児院に住んでいた。前の主人から日常的に暴力を振るわれ過酷な生活をしていたことが原因で主人公に対しても心を閉ざしていたが、主人公の優しさに触れて次第に打ち解けて行く。
前の主人からは完全に加虐趣味用の奴隷として（性奴隷などは別に用意していた）扱われていた為、主人公に引き取られた時点では処女。
フェルム
昔、町外れで怪我をし倒れていた所を主人公に助けられた商人。裏社会に通じており、シルヴィの前の主人の死に乗じて遺産分配のおこぼれを得るが、その際にシルヴィも押し付けられてしまう。
最初は売買しづらいシルヴィを処分することも考えたが、幾ばくかの良心や哀れみを感じ、主人公に紹介した。
不気味な店員（オーレリア）
ゲームの進行によって出入りが可能になる服屋の唯一の店員。怪しげな雰囲気の妖艶な女性。主人公に同伴していたシルヴィがボロ布をまとっていたのを見ていたたまれなくなり、主人公に強引なセールスで服を売りつける。
名前はゲーム中では特に出て来ないが、Ray-Kbys自身がTwitterで命名した。
奇妙な店員（ネフィー）
バージョンアップで追加された町の飲食店の店員。その日の気分で、雑用から店長まで何でもこなす。
オーレリアと同じく名前はゲーム中では特に出てこないが、作者のTwitterで名前がネフィーであることが判明した。

## 韓国の児童青少年性保護法による摘発
本作が公式に提供されているのは日本語版のみであるが、日本以外の国や地域ではゲーム中の文章を日本語以外の言語に翻訳したパッチが流通している場合がある。韓国では公的倫理審査団体であるゲーム物管理委員会（GRAC）の審査を受けていないゲームの流通が禁止されているが、ゲーム中の文章を韓国語に翻訳したパッチを適用した違法コピー版が2015年11月頃から流通していた。
2016年1月、男性誌『MAXIM KOREA』が本作を大々的に取り上げたことに対して非難が相次ぎ、同誌の編集部は1月31日付で「ネットメディアが歪曲報道を行っている」「（成人向け雑誌ではない）本誌の紙面に掲載されていない過激なゲーム画面が掲載されているかのような印象を与える記事の配信は心外である」との反論をサイト上に掲載している。しかし騒動はさらにエスカレートし、釜山地方警察庁サイバー犯罪捜査隊が本作の頒布行為につき（著作権法違反でなく）児童・青少年の性保護に関する法律（アチョン法）違反容疑で捜査を開始した。『MAXIM KOREA』はイギリスのデニス・パブリッシングが1995年に創刊した同名雑誌の韓国版で、2015年9月号では自動車のトランクから女性の脚がはみ出している表紙写真を巡り「誘拐殺人をイメージさせる」として雑誌の回収を求めたオンライン署名が10万筆に達する騒動を起こしている。この騒動の記憶が新しい時期だったこともあり「成人向け雑誌でないにもかかわらず、GRAC非審査のアダルトゲームを大々的に紹介する記事を掲載したことは同誌の編集方針を問題視していた世論に格好の攻撃材料を与える形となった」とハフィントン・ポスト韓国版は分析している。
5月19日、本作を違法配信していたサイト運営者ら15名がアチョン法違反容疑で摘発された。